# Danh sách tập phim The Rookie
The Rookie là một series phim truyền hình chính kịch của Mỹ được tạo ra bởi Alexi Hawley và do 20th Television và Lionsgate Television sản xuất, được phát sóng trên kênh ABC. Bộ phim theo chân John Nolan, một người đàn ông ở tuổi 40 trở thành tân binh lớn tuổi nhất của Sở Cảnh sát Los Angeles. Loạt phim có nội dung được dựa trên một câu chuyện có thật về William Nocross, một sĩ quan cảnh sát đã chuyển đến Los Angeles vào năm 2015 và gia nhập sở cảnh sát khi đang ở độ tuổi ngoài 40.
Bộ phim The Rookie ra mắt mùa đầu tiên vào ngày 16 tháng 10 năm 2018. Đến ngày 10 tháng 5 năm 2019, series được bật đèn xanh cho mùa thứ hai, và đã lên sóng vào ngày 29 tháng 9 năm 2019. Sau đó, vào ngày 21 tháng 5 năm 2020, phim được gia hạn cho mùa thứ ba, nhưng đã phải lùi lại ngày phát sóng ban đầu do ảnh hưởng của đại dịch COVID-19. Đại dịch cũng khiến mùa phim phải rút ngắn xuống còn 14 tập. Vào ngày 14 tháng 5 năm 2021, loạt phim tiếp tục được gia hạn cho mùa thứ tư và đã lên sóng vào ngày 26 tháng 9 năm 2021. Đến ngày 30 tháng 3 năm 2022, đài ABC chính thức công bố mùa thứ năm, với buổi công chiếu diễn ra vào ngày 25 tháng 9 năm 2022. Gần đây nhất, ngày 17 tháng 4 năm 2023, ABC tiếp tục gia hạn cho mùa thứ sáu. Mùa phim này được phát sóng vào ngày 20 tháng 2 năm 2024, tuy nhiên, lịch trình đã bị chậm trễ do ảnh hưởng từ cuộc đình công của Hiệp hội Nhà văn Hoa Kỳ năm 2023 và số tập cũng giảm xuống còn 10. Cuối cùng, vào ngày 15 tháng 4 năm 2024, bộ phim được xác nhận sẽ có mùa thứ bảy, đã bắt đầu phát sóng từ ngày 7 tháng 1 năm 2025.

## Tổng quan về loạt phim
| Mùa | Mùa | Số tập | Số tập | Phát sóng gốc        | Phát sóng gốc       |
| Mùa | Mùa | Số tập | Số tập | Phát sóng lần đầu    | Phát sóng lần cuối  |
| --- | --- | ------ | ------ | -------------------- | ------------------- |
|     | 1   | 20     | 20     | 16 tháng 10 năm 2018 | 16 tháng 4 năm 2019 |
|     | 2   | 20     | 20     | 29 tháng 9 năm 2019  | 10 tháng 5 năm 2020 |
|     | 3   | 14     | 14     | 3 tháng 1 năm 2021   | 16 tháng 5 năm 2021 |
|     | 4   | 22     | 22     | 26 tháng 9 năm 2021  | 15 tháng 5 năm 2022 |
|     | 5   | 22     | 22     | 25 tháng 9 năm 2022  | 2 tháng 5 năm 2023  |
|     | 6   | 10     | 10     | 20 tháng 2 năm 2024  | 21 tháng 5 năm 2024 |
|     | 7   | 18     | 18     | 7 tháng 1 năm 2025   | 13 tháng 5 năm 2025 |

## Các tập phim

### Mùa 1 (2018–19)
| TT. tổng thể | TT. trong mùa phim | Tiêu đề                 | Đạo diễn         | Biên kịch                              | Ngày phát hành gốc   | Mã sản xuất | Người xem tại Hoa Kỳ (triệu) |
| --- | ------------------ | ----------------------- | ---------------- | -------------------------------------- | -------------------- | ----------- | ---------------------------- |
| 1 | 1                  | "Tập thử nghiệm"        | Liz Friedlander  | Alexi Hawley                           | 16 tháng 10 năm 2018 | 101         | 5.43                         |
| Chín tháng sau khi ngăn chặn thành công một vụ cướp ngân hàng ở Foxburg, tiểu bang Pennsylvania. John Nolan, một người đàn ông 45 tuổi đã có một cuộc hôn nhân đổ vỡ, chuyển đến Los Angeles và gia nhập lực lượng cảnh sát. Tuy nhiên, việc anh được phân công về đồn Mid-Wilshire của Sở Cảnh sát Los Angeles (LAPD) vấp phải nhiều hoài nghi, đặc biệt là từ trung sĩ Wade Grey, chỉ huy ca trực của anh. Nolan cùng với hai tân binh khác, Jackson West và Lucy Chen, được giao cho các sĩ quan huấn luyện (Training Officers – TO) lần lượt là Talia Bishop, Angela Lopez và Tim Bradford. Jackson là con trai của một sĩ quan cấp cao thuộc Bộ phận Nội vụ của LAPD, anh luôn khao khát được tiếp nối truyền thống gia đình. Lucy, người đã theo đuổi ngành cảnh sát bất chấp sự phản đối của cha mẹ, cô vốn là nhà trị liệu tâm lý và đang bí mật hẹn hò với Nolan, dù biết mối quan hệ đó có thể gây nguy hại cho sự nghiệp của cô. Trung sĩ Grey thẳng thừng nói với Nolan rằng ông sẽ làm mọi cách để khiến anh nản lòng, vì lo sợ tuổi tác và sự thiếu kinh nghiệm của Nolan có thể gây nguy hiểm cho các sĩ quan khác. Khi Nolan đáp lại rằng anh tin việc trở thành cảnh sát là sứ mệnh của đời mình, Grey chỉ lạnh lùng nói: nếu thật sự là vậy, thì dù tôi có làm gì anh cũng chẳng thể khiến anh bỏ cuộc. |                    |                         |                  |                                        |                      |             |                              |
| 2 | 2                  | "Khóa học cấp tốc"      | Adam Davidson    | Alexi Hawley                           | 23 tháng 10 năm 2018 | 102         | 4.54                         |
| Nolan tiếp tục vật lộn trong việc dung hòa bản năng của một người dân thường với những chuẩn mực mà một cảnh sát phải tuân theo. Jackson bị chất vấn vì sao anh không nổ súng trong một nhiệm vụ trước đó. Lopez ban đầu đã bao che cho anh, nhưng sau đó buộc Jackson phải trực tiếp xử lý vụ bắt giữ một kẻ sử dụng thuốc PCP và cuối cùng anh đã hoàn thành vụ bắt giữ. Trong khi Tim vẫn đang hồi phục sau vết thương do trúng đạn, Lucy bị phân công cho một sĩ quan huấn luyện lười nhác. Cô rơi vào tình huống phải tự mình giải quyết và đã bắt giữ thành công một kẻ trộm vặt. Ở một bối cảnh khác, một nạn nhân bị bắt cóc được Nolan và Talia giải cứu. Tuy nhiên, lúc khống chế thủ phạm, Nolan suýt để cơn giận lấn át lý trí, nhưng Talia kịp thời ngăn anh lại. Đại úy Zoe Andersen nhắc nhở Nolan rằng nhiệm vụ của cảnh sát không phải là trừng phạt tội phạm. Về sau, Lucy phát hiện ra Tim đã cố tình sắp xếp để cô phải làm việc với một sĩ quan yếu kém nhằm thử thách sự tận tâm và quyết tâm của cô với nghề. |                    |                         |                  |                                        |                      |             |                              |
| 3 | 3                  | "Thiện, ác, vô lai"     | Greg Beeman      | Liz Alper & Ally Seibert               | 30 tháng 10 năm 2018 | 103         | 4.53                         |
| Nolan cùng Talia truy đuổi một nhóm tội phạm, nhưng trong lúc hỗn loạn, Nolan đã để mất túi tiền tang vật khi bị một nghệ sĩ đường phố chớp thời cơ lấy đi rồi bỏ trốn. Tại đồn, cả đội nhanh chóng phát hiện nhóm tội phạm này là một phần của băng đảng chuyên thực hiện hàng loạt vụ cướp táo tợn và cuộc truy lùng những thành viên còn lại lập tức được triển khai. Trong khi đó, Lucy vừa hỗ trợ Tim thích nghi dần với công việc sau thời gian dưỡng thương, vừa cố gắng giúp đỡ vợ anh là Isabel – một người đang vật lộn với chứng nghiện ma túy. Isabel tiết lộ với Lucy rằng cô từng là một cảnh sát thuộc lực lượng chống ma túy. Ở một diễn biến khác, việc bắt giữ một cựu vận động viên đại học đã khơi gợi một cuộc trò chuyện giữa Jackson và Lopez về những con đường sự nghiệp khác ngoài ngành cảnh sát, bởi Lopez vẫn chưa hoàn toàn tin tưởng vào khả năng gắn bó với nghề của Jackson đối với công việc này. |                    |                         |                  |                                        |                      |             |                              |
| 4 | 4                  | "Hoán đổi"              | Toa Fraser       | Vincent Angell                         | 13 tháng 11 năm 2018 | 104         | 4.01                         |
| 5 | 5                  | "Vây bắt"               | Nelson McCormick | Elizabeth Davis Beall                  | 20 tháng 11 năm 2018 | 106         | 4.10                         |
| 6 | 6                  | "Hawke"                 | Timothy Busfield | Fredrick Kotto                         | 27 tháng 11 năm 2018 | 105         | 4.38                         |
| 7 | 7                  | "Đi chung"              | Cherie Nowlan    | Robert Bella                           | 4 tháng 12 năm 2018  | 107         | 4.20                         |
| 8 | 8                  | "Thời gian tử vong"     | Mike Goi         | Brynn Malone                           | 11 tháng 12 năm 2018 | 108         | 4.27                         |
| 9 | 9                  | "Bế tắc"                | John Terlesky    | Alexi Hawley                           | 8 tháng 1 năm 2019   | 109         | 3.95                         |
| 10 | 10                 | "Thịt và máu"           | Jessica Yu       | Inda Craig-Galvan                      | 15 tháng 1 năm 2019  | 110         | 3.83                         |
| 11 | 11                 | "Gỗ đỏ"                 | Sylvain White    | Ally Seibert & Liz Alper               | 22 tháng 1 năm 2019  | 111         | 3.84                         |
| 12 | 12                 | "Con tim tan vỡ"        | Carol Banker     | Vincent Angell                         | 12 tháng 2 năm 2019  | 113         | 3.64                         |
| 13 | 13                 | "Bắt quả tang trộm cắp" | Omar Madha       | David Radcliff                         | 19 tháng 2 năm 2019  | 112         | 3.54                         |
| 14 | 14                 | "Ngày thường phục"      | Mike Goi         | Terence Paul Winter                    | 26 tháng 2 năm 2019  | 114         | 3.89                         |
| 15 | 15                 | "Truy lùng"             | Bill Johnson     | Robert Bella                           | 5 tháng 3 năm 2019   | 115         | 4.51                         |
| 16 | 16                 | "Đèn xanh"              | Valerie Weiss    | Brynn Malone                           | 19 tháng 3 năm 2019  | 116         | 4.24                         |
| 17 | 17                 | "Biến động"             | Steve Robin      | Alexi Hawley                           | 26 tháng 3 năm 2019  | 117         | 4.24                         |
| 18 | 18                 | "Hậu phương"            | April Mullen     | Bill Rinier & Natalie Callaghan        | 2 tháng 4 năm 2019   | 118         | 3.91                         |
| 19 | 19                 | "Danh sách kiểm tra"    | John Fortenberry | Elizabeth Davis Beall & Fredrick Kotto | 9 tháng 4 năm 2019   | 119         | 3.63                         |
| 20 | 20                 | "Rơi tự do"             | Mike Goi         | Alexi Hawley                           | 16 tháng 4 năm 2019  | 120         | 4.06                         |

### Mùa 2 (2019–20)
| TT. tổng thể | TT. trong mùa phim | Tiêu đề                      | Đạo diễn            | Biên kịch                                   | Ngày phát hành gốc   | Mã sản xuất | Người xem tại Hoa Kỳ (triệu) |
| ------------ | ------------------ | ---------------------------- | ------------------- | ------------------------------------------- | -------------------- | ----------- | ---------------------------- |
| 21           | 1                  | "Tác động"                   | Mike Goi            | Alexi Hawley                                | 29 tháng 9 năm 2019  | 201         | 4.11                         |
| 22           | 2                  | "Tướng quân Bóng đêm"        | Rob Bowman          | Fredrick Kotto                              | 6 tháng 10 năm 2019  | 202         | 3.83                         |
| 23           | 3                  | "Vụ cá cược"                 | Barbara Brown       | Corey Miller                                | 13 tháng 10 năm 2019 | 203         | 3.60                         |
| 24           | 4                  | "Chiến binh và người bảo vệ" | Lisa Demaine        | Brynn Malone                                | 20 tháng 10 năm 2019 | 204         | 3.76                         |
| 25           | 5                  | "Tình yêu khắc nghiệt"       | Rachel Feldman      | Vincent Angell                              | 27 tháng 10 năm 2019 | 205         | 3.24                         |
| 26           | 6                  | "Hầm trú ẩn phóng xạ"        | Bill Johnson        | Robert Bella                                | 3 tháng 11 năm 2019  | 206         | 3.50                         |
| 27           | 7                  | "An toàn"                    | Sylvain White       | Terence Paul Winter                         | 10 tháng 11 năm 2019 | 207         | 3.73                         |
| 28           | 8                  | "Dứt khoát"                  | Toa Fraser          | Mary Trahan                                 | 17 tháng 11 năm 2019 | 208         | 3.61                         |
| 29           | 9                  | "Bước ngoặt"                 | Leslie Libman       | Alexi Hawley & Corey Miller                 | 1 tháng 12 năm 2019  | 209         | 3.36                         |
| 30           | 10                 | "Mặt tối"                    | Bill Roe            | Alexi Hawley                                | 8 tháng 12 năm 2019  | 210         | 3.70                         |
| 31           | 11                 | "Ngày mất"                   | David McWhirter     | Brynn Malone & Fredrick Kotto               | 23 tháng 2 năm 2020  | 211         | 4.92                         |
| 32           | 12                 | "Đôi khi"                    | C. Chi-Yoon Chung   | Robert Bella                                | 1 tháng 3 năm 2020   | 212         | 4.55                         |
| 33           | 13                 | "Ngày Cập Nhật"              | Liz Friedlander     | Alexi Hawley                                | 8 tháng 3 năm 2020   | 213         | 5.12                         |
| 34           | 14                 | "Thương vong"                | Sylvain White       | Bill Rinier                                 | 15 tháng 3 năm 2020  | 214         | 5.17                         |
| 35           | 15                 | "Chặt tay"                   | Michael Goi         | Vincent Angell & Mary Trahan                | 22 tháng 3 năm 2020  | 215         | 5.18                         |
| 36           | 16                 | "Qua đêm"                    | Stephanie Marquardt | Corey Miller & Rachael Seymour              | 5 tháng 4 năm 2020   | 216         | 5.87                         |
| 37           | 17                 | "Kiểm soát"                  | Marcus Stokes       | Alexi Hawley & Robert Bella                 | 12 tháng 4 năm 2020  | 217         | 4.57                         |
| 38           | 18                 | "Dưới họng súng"             | Tori Garrett        | Terence Paul Winter & Elizabeth Davis Beall | 26 tháng 4 năm 2020  | 218         | 4.96                         |
| 39           | 19                 | "Từ "Y""                     | David McWhirter     | Natalie Callaghan & Nick Hurwitz            | 3 tháng 5 năm 2020   | 219         | 5.00                         |
| 40           | 20                 | "Cuộc truy lùng"             | Bill Roe            | Alexi Hawley                                | 10 tháng 5 năm 2020  | 220         | 4.66                         |

## Tỷ suất lượt xem

### Mùa 1
| No. | Tiêu đề                 | Ngày phát sóng       | Rating (18–49) | Người xem (triệu) | DVR (18–49) | Người xem DVR (triệu) | Tổng (18–49) | Tổng người xem (triệu) |
| --- | ----------------------- | -------------------- | -------------- | ----------------- | ----------- | --------------------- | ------------ | ---------------------- |
| 1   | "Tập thử nghiệm"        | 16 tháng 10 năm 2018 | 1.0            | 5.43              | 0.8         | 4.26                  | 1.8          | 9.68                   |
| 2   | "Khóa học cấp tốc"      | 23 tháng 10 năm 2018 | 0.8            | 4.54              | 0.8         | 4.29                  | 1.6          | 8.83                   |
| 3   | "Thiện, ác, vô lai"     | 30 tháng 10 năm 2018 | 0.8            | 4.53              | 0.7         | 3.82                  | 1.5          | 8.35                   |
| 4   | "Hoán đổi"              | 13 tháng 11 năm 2018 | 0.7            | 4.01              | 0.9         | 4.19                  | 1.6          | 8.20                   |
| 5   | "Vây bắt"               | 20 tháng 11 năm 2018 | 0.7            | 4.10              | 0.9         | 4.43                  | 1.6          | 8.53                   |
| 6   | "Hawke"                 | 27 tháng 11 năm 2018 | 0.8            | 4.38              | 0.8         | 4.26                  | 1.6          | 8.64                   |
| 7   | "Đi chung"              | 4 tháng 12 năm 2018  | 0.7            | 4.20              | 0.8         | 3.98                  | 1.5          | 8.18                   |
| 8   | "Thời gian tử vong"     | 11 tháng 12 năm 2018 | 0.8            | 4.27              | 0.7         | 3.94                  | 1.5          | 8.21                   |
| 9   | "Bế tắc"                | 8 tháng 1 năm 2019   | 0.6            | 3.95              | 0.7         | 3.47                  | 1.4          | 7.43                   |
| 10  | "Thịt và máu"           | 15 tháng 1 năm 2019  | 0.7            | 3.83              | 0.8         | 4.29                  | 1.5          | 8.12                   |
| 11  | "Gỗ đỏ"                 | 22 tháng 1 năm 2019  | 0.7            | 3.84              | 0.9         | 4.42                  | 1.6          | 8.26                   |
| 12  | "Con tim tan vỡ"        | 12 tháng 2 năm 2019  | 0.6            | 3.64              | 0.9         | 4.49                  | 1.5          | 8.13                   |
| 13  | "Bắt quả tang trộm cắp" | 19 tháng 2 năm 2019  | 0.6            | 3.54              | 0.8         | 4.09                  | 1.4          | 7.63                   |
| 14  | "Ngày thường phục"      | 26 tháng 2 năm 2019  | 0.6            | 3.89              | 0.9         | 4.18                  | 1.5          | 8.09                   |
| 15  | "Truy lùng"             | 5 tháng 3 năm 2019   | 0.8            | 4.51              | 0.7         | 4.02                  | 1.5          | 8.54                   |
| 16  | "Đèn xanh"              | 19 tháng 3 năm 2019  | 0.7            | 4.24              | 0.8         | 4.36                  | 1.5          | 8.60                   |
| 17  | "Biến động"             | 26 tháng 3 năm 2019  | 0.7            | 4.24              | 0.8         | 4.12                  | 1.5          | 8.37                   |
| 18  | "Hậu phương"            | 2 tháng 4 năm 2019   | 0.7            | 3.84              | 0.8         | 4.06                  | 1.5          | 7.91                   |
| 19  | "Danh sách kiểm tra"    | 9 tháng 4 năm 2019   | 0.6            | 3.63              | 0.8         | 4.29                  | 1.4          | 7.92                   |
| 20  | "Rơi tự do"             | 16 tháng 4 năm 2019  | 0.7            | 4.06              | 0.8         | 4.41                  | 1.5          | 8.48                   |

### Mùa 2
| No. | Tiêu đề                  | Ngày phát sóng     | Rating (18–49) | Người xem (triệu) | DVR (18–49) | Người xem DVR (triệu) | Tổng (18–49) | Tổng người xem (triệu) |
| --- | ------------------------ | ------------------ | -------------- | ----------------- | ----------- | --------------------- | ------------ | ---------------------- |
| 1   | "Impact"                 | September 29, 2019 | 0.7            | 4.11              | 0.7         | 4.02                  | 1.4          | 8.13                   |
| 2   | "The Night General"      | October 6, 2019    | 0.6            | 3.83              | 0.7         | 3.91                  | 1.3          | 7.74                   |
| 3   | "The Bet"                | October 13, 2019   | 0.6            | 3.60              | 0.7         | 3.92                  | 1.3          | 7.52                   |
| 4   | "Warriors and Guardians" | October 20, 2019   | 0.6            | 3.76              | 0.7         | 3.83                  | 1.3          | 7.55                   |
| 5   | "Tough Love"             | October 27, 2019   | 0.5            | 3.24              | 0.8         | 3.91                  | 1.3          | 7.15                   |
| 6   | "Fallout"                | November 3, 2019   | 0.5            | 3.50              | 0.7         | 3.90                  | 1.2          | 7.40                   |
| 7   | "Safety"                 | November 10, 2019  | 0.6            | 3.73              | 0.7         | 3.87                  | 1.3          | 7.60                   |
| 8   | "Clean Cut"              | November 17, 2019  | 0.5            | 3.61              | 0.7         | 3.67                  | 1.2          | 7.28                   |
| 9   | "Breaking Point"         | December 1, 2019   | 0.5            | 3.36              | 0.7         | 3.97                  | 1.2          | 7.34                   |
| 10  | "The Dark Side"          | December 8, 2019   | 0.6            | 3.70              | 0.7         | 4.12                  | 1.3          | 7.82                   |
| 11  | "Day of Death"           | February 23, 2020  | 0.8            | 4.92              | 0.6         | 3.99                  | 1.4          | 8.91                   |
| 12  | "Now and Then"           | March 1, 2020      | 0.7            | 4.55              | 0.7         | 3.96                  | 1.4          | 8.51                   |
| 13  | "Follow-Up Day"          | March 8, 2020      | 0.8            | 5.12              | 0.7         | 3.69                  | 1.5          | 8.82                   |
| 14  | "Casualties"             | March 15, 2020     | 0.8            | 5.17              | 0.7         | 3.90                  | 1.5          | 9.07                   |
| 15  | "Hand-Off"               | March 22, 2020     | 0.8            | 5.18              | 0.6         | 3.60                  | 1.4          | 8.78                   |
| 16  | "The Overnight"          | April 5, 2020      | 0.8            | 5.87              | 0.6         | 3.69                  | 1.4          | 9.55                   |
| 17  | "Control"                | April 12, 2020     | 0.6            | 4.57              | 0.7         | 3.71                  | 1.3          | 8.27                   |
| 18  | "Under the Gun"          | April 26, 2020     | 0.7            | 4.96              | 0.6         | 3.92                  | 1.3          | 8.88                   |
| 19  | "The Q Word"             | May 3, 2020        | 0.7            | 5.00              | 0.6         | 3.87                  | 1.3          | 8.86                   |
| 20  | "The Hunt"               | May 10, 2020       | 0.6            | 4.66              | 0.7         | 3.83                  | 1.3          | 8.49                   |

### Mùa 3
| No. | Tiêu đề        | Ngày phát sóng    | Rating (18–49) | Người xem (triệu) | DVR (18–49) | Người xem DVR (triệu) | Tổng (18–49) | Tổng người xem (triệu) |
| --- | -------------- | ----------------- | -------------- | ----------------- | ----------- | --------------------- | ------------ | ---------------------- |
| 1   | "Consequences" | January 3, 2021   | 0.5            | 3.44              | 0.5         | 3.43                  | 1.0          | 6.87                   |
| 2   | "In Justice"   | January 10, 2021  | 0.5            | 3.15              | 0.5         | 3.41                  | 1.0          | 6.56                   |
| 3   | "La Fiera"     | January 17, 2021  | 0.5            | 3.76              | 0.5         | 3.40                  | 1.0          | 7.16                   |
| 4   | "Sabotage"     | January 24, 2021  | 0.4            | 3.39              | —           | —                     | —            | —                      |
| 5   | "Lockdown"     | February 14, 2021 | 0.6            | 4.08              | 0.5         | 3.51                  | 1.2          | 7.60                   |
| 6   | "Revelations"  | February 21, 2021 | 0.6            | 4.11              | 0.5         | 3.48                  | 1.1          | 7.59                   |
| 7   | "True Crime"   | February 28, 2021 | 0.4            | 3.45              | 0.5         | 3.52                  | 0.9          | 6.97                   |
| 8   | "Bad Blood"    | March 28, 2021    | 0.4            | 3.87              | —           | —                     | —            | —                      |
| 9   | "Amber"        | April 4, 2021     | 0.5            | 3.80              | 0.5         | 3.50                  | 1.0          | 7.30                   |
| 10  | "Man of Honor" | April 11, 2021    | 0.4            | 3.70              | 0.5         | 3.42                  | 1.0          | 7.12                   |
| 11  | "New Blood"    | April 18, 2021    | 0.5            | 3.81              | 0.5         | 3.18                  | 0.9          | 6.99                   |
| 12  | "Brave Heart"  | May 2, 2021       | 0.5            | 4.00              | 0.5         | 3.29                  | 1.0          | 7.29                   |
| 13  | "Triple Duty"  | May 9, 2021       | 0.6            | 3.91              | 0.5         | 3.23                  | 1.1          | 7.14                   |
| 14  | "Threshold"    | May 16, 2021      | 0.5            | 3.77              | 0.5         | 3.28                  | 1.0          | 7.06                   |

### Mùa 4
| No. | Tiêu đề               | Ngày phát sóng     | Rating (18–49) | Người xem (triệu) | DVR (18–49) | Người xem DVR (triệu) | Tổng (18–49) | Tổng người xem (triệu) |
| --- | --------------------- | ------------------ | -------------- | ----------------- | ----------- | --------------------- | ------------ | ---------------------- |
| 1   | "Life and Death"      | September 26, 2021 | 0.4            | 3.03              | —           | —                     | —            | —                      |
| 2   | "Five Minutes"        | October 3, 2021    | 0.3            | 3.09              | —           | —                     | —            | —                      |
| 3   | "In the Line of Fire" | October 10, 2021   | 0.3            | 2.69              | —           | —                     | —            | —                      |
| 4   | "Red Hot"             | October 17, 2021   | 0.4            | 2.83              | —           | —                     | —            | —                      |
| 5   | "A.C.H."              | October 31, 2021   | 0.3            | 2.64              | —           | —                     | —            | —                      |
| 6   | "Poetic Justice"      | November 7, 2021   | 0.3            | 2.72              | —           | —                     | —            | —                      |
| 7   | "Fire Fight"          | November 14, 2021  | 0.3            | 2.59              | —           | —                     | —            | —                      |
| 8   | "Hit and Run"         | December 5, 2021   | 0.3            | 2.78              | 0.4         | 3.23                  | 0.7          | 6.01                   |
| 9   | "Breakdown"           | December 12, 2021  | 0.3            | 2.66              | 0.4         | 3.20                  | 0.7          | 5.86                   |
| 10  | "Heart Beat"          | January 2, 2022    | 0.3            | 2.84              | —           | —                     | —            | —                      |
| 11  | "End Game"            | January 9, 2022    | 0.4            | 2.85              | —           | —                     | —            | —                      |
| 12  | "The Knock"           | January 23, 2022   | 0.3            | 2.83              | —           | —                     | —            | —                      |
| 13  | "Fight or Flight"     | January 30, 2022   | 0.3            | 3.19              | —           | —                     | —            | —                      |
| 14  | "Long Shot"           | February 27, 2022  | 0.4            | 3.67              | —           | —                     | —            | —                      |
| 15  | "Hit List"            | March 6, 2022      | 0.5            | 3.88              | 0.4         | 3.22                  | 0.9          | 7.09                   |
| 16  | "Real Crime"          | March 13, 2022     | 0.4            | 3.29              | 0.4         | 3.14                  | 0.8          | 6.43                   |
| 17  | "Coding"              | April 3, 2022      | 0.4            | 3.50              | 0.4         | 3.04                  | 0.7          | 6.54                   |
| 18  | "Backstabbers"        | April 10, 2022     | 0.4            | 3.53              | 0.3         | 3.12                  | 0.7          | 6.65                   |
| 19  | "Simone"              | April 24, 2022     | 0.4            | 3.95              | 0.4         | 3.26                  | 0.8          | 7.19                   |
| 20  | "Enervo"              | May 1, 2022        | 0.5            | 4.17              | —           | —                     | —            | —                      |
| 21  | "Mother's Day"        | May 8, 2022        | 0.4            | 3.68              | —           | —                     | —            | —                      |
| 22  | "Day In The Hole"     | May 15, 2022       | 0.4            | 3.65              | —           | —                     | —            | —                      |

### Mùa 5
| No. | Tiêu đề                  | Ngày phát sóng     | Rating (18–49) | Người xem (triệu) | DVR (18–49) | Người xem DVR (triệu) | Tổng (18–49) | Tổng người xem (triệu) |
| --- | ------------------------ | ------------------ | -------------- | ----------------- | ----------- | --------------------- | ------------ | ---------------------- |
| 1   | "Double Down"            | September 25, 2022 | 0.3            | 3.36              | 0.3         | 2.99                  | 0.6          | 6.35                   |
| 2   | "Labor Day"              | October 2, 2022    | 0.3            | 2.93              | 0.3         | 2.88                  | 0.6          | 5.81                   |
| 3   | "Dye Hard"               | October 9, 2022    | 0.3            | 3.12              | 0.4         | 2.94                  | 0.6          | 6.05                   |
| 4   | "The Choice"             | October 16, 2022   | 0.4            | 3.08              | 0.4         | 2.96                  | 0.7          | 6.05                   |
| 5   | "The Fugitive"           | October 23, 2022   | 0.4            | 3.40              | 0.4         | 2.89                  | 0.7          | 6.28                   |
| 6   | "The Reckoning"          | October 30, 2022   | 0.3            | 3.52              | 0.4         | 3.01                  | 0.6          | 6.53                   |
| 7   | "Crossfire"              | November 6, 2022   | 0.3            | 3.02              | 0.3         | 2.93                  | 0.6          | 5.95                   |
| 8   | "The Collar"             | December 4, 2022   | 0.4            | 3.75              | 0.3         | 2.58                  | 0.7          | 6.33                   |
| 9   | "Take Back"              | December 4, 2022   | 0.4            | 3.65              | 0.3         | 2.84                  | 0.7          | 6.49                   |
| 10  | "The List"               | January 3, 2023    | 0.6            | 4.69              | 0.3         | 2.57                  | 1.0          | 7.26                   |
| 11  | "The Naked and The Dead" | January 10, 2023   | 0.5            | 4.03              | 0.3         | 2.60                  | 0.8          | 6.63                   |
| 12  | "Death Notice"           | January 17, 2023   | 0.6            | 4.78              | 0.3         | 2.46                  | 0.9          | 7.23                   |
| 13  | "Daddy Cop"              | January 24, 2023   | 0.5            | 4.37              | —           | —                     | —            | —                      |
| 14  | "Death Sentence"         | January 31, 2023   | 0.5            | 4.77              | —           | —                     | —            | —                      |
| 15  | "The Con"                | February 14, 2023  | 0.5            | 4.10              | —           | —                     | —            | —                      |
| 16  | "Exposed"                | February 21, 2023  | 0.6            | 4.15              | —           | —                     | —            | —                      |
| 17  | "The Enemy Within"       | February 28, 2023  | 0.5            | 4.11              | —           | —                     | —            | —                      |
| 18  | "Double Trouble"         | March 21, 2023     | 0.5            | 3.95              | —           | —                     | —            | —                      |
| 19  | "A Hole in the World"    | March 28, 2023     | 0.5            | 4.47              | —           | —                     | —            | —                      |
| 20  | "S.T.R."                 | April 18, 2023     | 0.4            | 3.61              | —           | —                     | —            | —                      |
| 21  | "Going Under"            | April 25, 2023     | 0.4            | 3.55              | —           | —                     | —            | —                      |
| 22  | "Under Siege"            | May 2, 2023        | 0.5            | 4.33              | —           | —                     | —            | —                      |

### Mùa 6
| No. | Tiêu đề               | Ngày phát sóng    | Rating/share (18–49) | Người xem (triệu) | Ref(s)  |
| --- | --------------------- | ----------------- | -------------------- | ----------------- | ------- |
| 1   | "Strike Back"         | February 20, 2024 | 0.4                  | 3.77              | [ 166 ] |
| 2   | "The Hammer"          | February 27, 2024 | 0.4                  | 3.29              | [ 167 ] |
| 3   | "Trouble in Paradise" | March 5, 2024     | 0.3                  | 3.49              | [ 168 ] |
| 4   | "Training Day"        | March 26, 2024    | 0.3                  | 3.06              | [ 169 ] |
| 5   | "The Vow"             | April 2, 2024     | 0.4                  | 3.39              | [ 170 ] |
| 6   | "Secrets and Lies"    | April 9, 2024     | 0.3                  | 3.36              | [ 171 ] |
| 7   | "Crushed"             | April 30, 2024    | 0.2                  | 3.69              | [ 172 ] |
| 8   | "Punch Card"          | May 7, 2024       | 0.3                  | 2.87              | [ 173 ] |
| 9   | "The Squeeze"         | May 14, 2024      | 0.3                  | 2.98              | [ 174 ] |
| 10  | "Escape Plan"         | May 21, 2024      | 0.3                  | 3.14              | [ 175 ] |

### Mùa 7
| No. | Tiêu đề                            | Ngày phát sóng    | Rating/share (18–49) | Người xem (triệu) | Ref(s)  |
| --- | ---------------------------------- | ----------------- | -------------------- | ----------------- | ------- |
| 1   | "The Shot"                         | January 7, 2025   | 0.3                  | 3.41              | [ 176 ] |
| 2   | "The Watcher"                      | January 14, 2025  | 0.3                  | 3.45              | [ 177 ] |
| 3   | "Out of Pocket"                    | January 21, 2025  | 0.3                  | 3.34              | [ 178 ] |
| 4   | "Darkness Falling"                 | January 28, 2025  | 0.2                  | 2.56              | [ 179 ] |
| 5   | "Til Death"                        | February 4, 2025  | 0.2                  | 2.55              | [ 180 ] |
| 6   | "The Gala"                         | February 11, 2025 | 0.2                  | 2.77              | [ 181 ] |
| 7   | "The Mickey"                       | February 18, 2025 | 0.3                  | 3.31              | [ 182 ] |
| 8   | "Wildfire"                         | February 25, 2025 | 0.3                  | 3.12              | [ 183 ] |
| 9   | "The Kiss"                         | March 11, 2025    | 0.3                  | 3.29              | [ 184 ] |
| 10  | "Chaos Agent"                      | March 18, 2025    | 0.3                  | 3.27              | [ 185 ] |
| 11  | "Speed"                            | March 25, 2025    | 0.3                  | 3.72              | [ 186 ] |
| 12  | "April Fools"                      | April 1, 2025     | 0.3                  | 3.27              | [ 187 ] |
| 13  | "Three Billboards"                 | April 8, 2025     | 0.2                  | 3.21              | [ 188 ] |
| 14  | "Mad About Murder"                 | April 15, 2025    | 0.3                  | 2.97              | [ 189 ] |
| 15  | "A Deadly Secret"                  | April 22, 2025    | 0.2                  | 2.83              | [ 190 ] |
| 16  | "The Return"                       | April 29, 2025    | 0.2                  | 2.84              | [ 191 ] |
| 17  | "Mutiny and the Bounty"            | May 6, 2025       | 0.3                  | 3.11              | [ 192 ] |
| 18  | "The Good, the Bad, and the Oscar" | May 13, 2025      | 0.3                  | 3.02              | [ 193 ] |